# Strålsnäs herrgård
Strålsnäs herrgård är en herrgård i Åsbo socken i Boxholms kommun, Östergötland.

## Historik
Herrgården är belägen vid utloppet av Huruån och Åsboån. Gården har förr i tiden hetat Näs. Den är enligt en sägen ett gammalt herresäte som blivit byggt under 1200-talet, sedan den gamla gården Herrmannakulle brunnit ned. Herrmannakulle var belägen på udden som bildas där Svartån och Åsboån sammanflyter. Rawald Tyeksson till Herrmannakullas jordegendom delades i arv mellan sonen Nils Ravaldersson och mågen Sven Krummedik. Ravaldersson byggde gården Grönlund och Krummedik byggde gården Näs.
Mot slutet av 1500-talet ägdes Näs av ståthållaren Olof Rosenbielke och kom senare genom hans dotter Anna Rosenbielke som var gift med ståthållaren Anders Svensson Stråle af Ekna, till denna släkt. Gården fick namnet Strålsnäs efter släkten Stråle. År 1621 kallades gården säteri och tillhörde 1636 Anders Stråle af Sjöared. Stråles änka Brita Rutencrantz ägde gården 1664 och hette även då Näs. Gården ägdes 1687 av deras son överstelöjtnanten Magnus Stråle och efter hans död 1708 av hans dotter Brita Stråle som var gift med löjtnanten Bengt Rääf. 1727 lämnades ett tillstånd att på gården anlägga ett järnbruk (som sedan anlades i Boxholm). Enligt ett fastebrev från 1728 sålde Brita Stråle egendomen till generalmajoren Gustaf Fredrik von Rosen. Den köptes sedan av Silfversköld.
Ägaren till Strålsnäs fick genom Göta hovrätts dom 1 april 1734 patronatsrätt över Åsbo församling. Såldes 1746 till kammarherre Gabriel Adolf Ribbing till Boxholm och ägdes efter hans död 1762 av hans änka Beata Sparre. Gården såldes efter hennes död 1781 av arvingarna till brukspatron Carl Daniel Burén och av denne till sonen, brukspatron Gustaf Burén, vilken uppförde nuvarande mangården. År 1830 köptes egendomen av bergmästaren Carl Eric Sjögreen, som var gift med Carolina Amalia Burén. Skalden Per Daniel Amadeus Atterbom var god vän med Sjögreen och vistades på Strålsnäs regelbundet under en tid varje år. Han har diktat många av sina stycken på gården, bland annat en stor del av Lycksalighetens ö.
Carl Eric Sjögreen avled 1877 och hans arvingar sålde gården vidare till skogsinspektoren Carl Magnus Sjögren och hans bröder. 1890 övergick gårdens ägandeskap till Boxholms Aktiebolag.
Carl Elis Wilhelm Wettergren var disponent för Boxholms Aktiebolag. Sonen Karl Olof Wilhelm Wettergren arrenderade Strålsnäs säteri av Boxholms Aktiebolag. År 1912 anlitades arkitekten Axel Brunskog med uppdraget att restaurera och modernisera herrgården. 1913 beslutades att herrgården skulle rivas och en ny modern huvudbyggnad skulle uppföras. Gamla herrgården revs och en ny modern byggnad stod klar 1914. Nya herrgården hade centralvärme, kopplade fönster, elektricitet och moderna badrum med wc.
Carl Elis Wilhelm Wettergren dog 1922 i diabetes.
Gården arrenderades därefter och brukades av Ingemarstorp. Huvudbyggnaden hyrdes ut till den vid denna tid kända skådespelerskan Emy Fick. Fick var en svensk modeskapare och grundare av en känd modeskola. Efter att Fick blivit änka och avslutat verksamheten i mitten av 1930-talet arrenderade hon huvudbyggnaden på Strålsnäs herrgård där hon fick plats för sina stora samlingar av kläder och möbler. Fick dog 1955. Familjen Wiktorsson ägde och brukade gården på 50-talet, men bodde själva i den stora villan som ligger vid sidan av flyglarna. Familjen Wiktorsson flyttade och gården styckades av. Kyrkan köpte all mark.
Mellan åren 1962–1978 ägdes Strålsnäs herrgårds huvudbyggnader och boningshus, av Sveriges Juvelerar- och Guldsmedsförbund. De bedrev Guldsmedskola på Strålsnäs Herrgård. 1978 fick det inte längre bedrivas skola i lokalerna, eftersom det kom nya lagar om brandsäkerhet.
1979 köptes herrgården samt ytterligare 4 ha hagmark, av familjen Thomas och Maria af Klercker.